# Bassin de Mayence

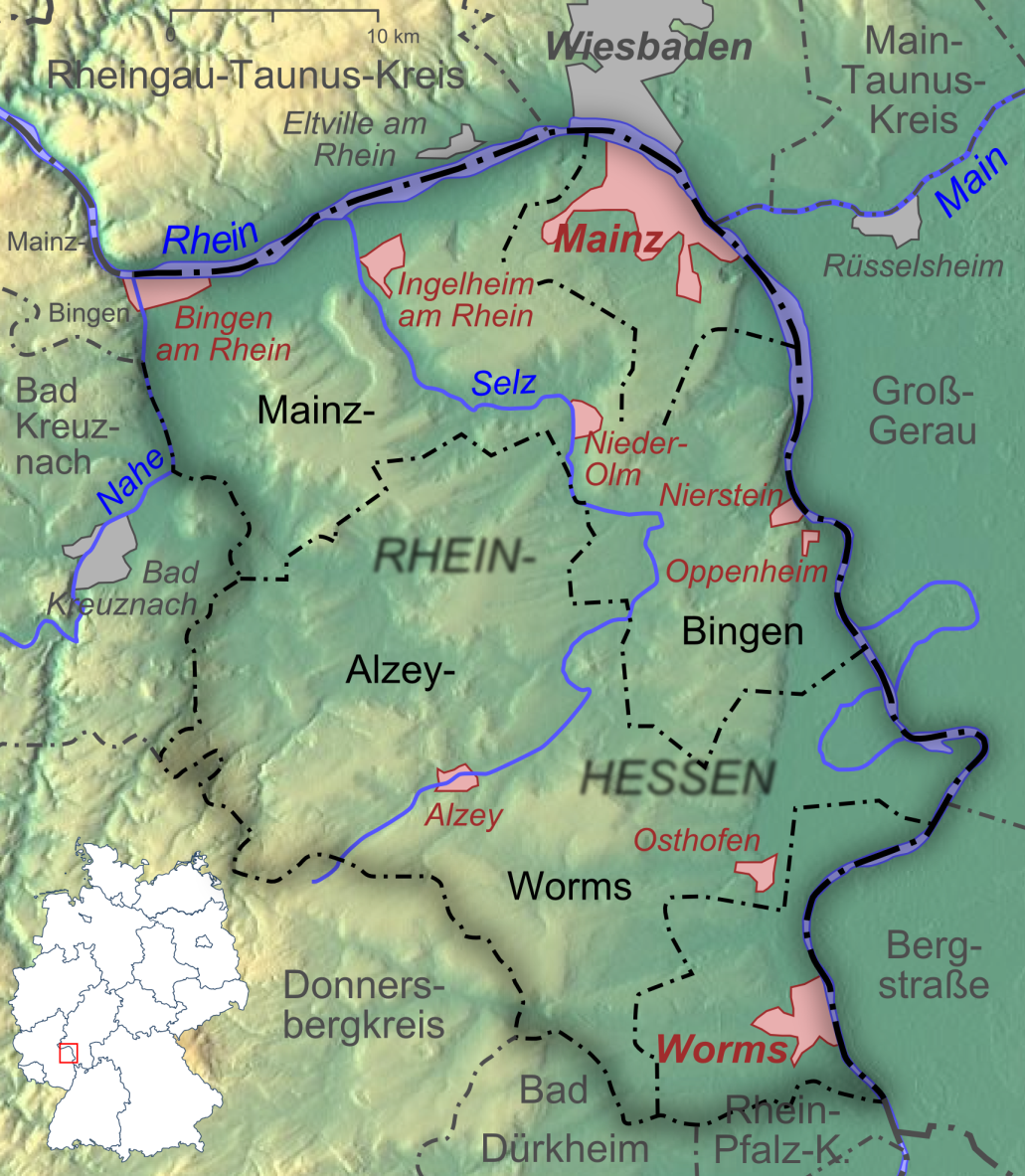
Carte du relief de Rheinhessen. La grande majorité du bassin de Mayence se trouve dans cette région géographique.

Le bassin de Mayence est un bassin sédimentaire fossiles de la Hesse rhénane, dont la majeure partie provient du plus jeune tertiaire, il y a environ 31 à 19 MA. À cette époque, le bassin de Mayence était paléographiquement la baie d'un bras qui, dans l'Oligocène reliait brièvement la mer du Nord qui, à cette époque, était encore beaucoup plus au sud, avec le Paratéthys occidental, une mer annexe du Théthys occidental largement fermée.

## Situation

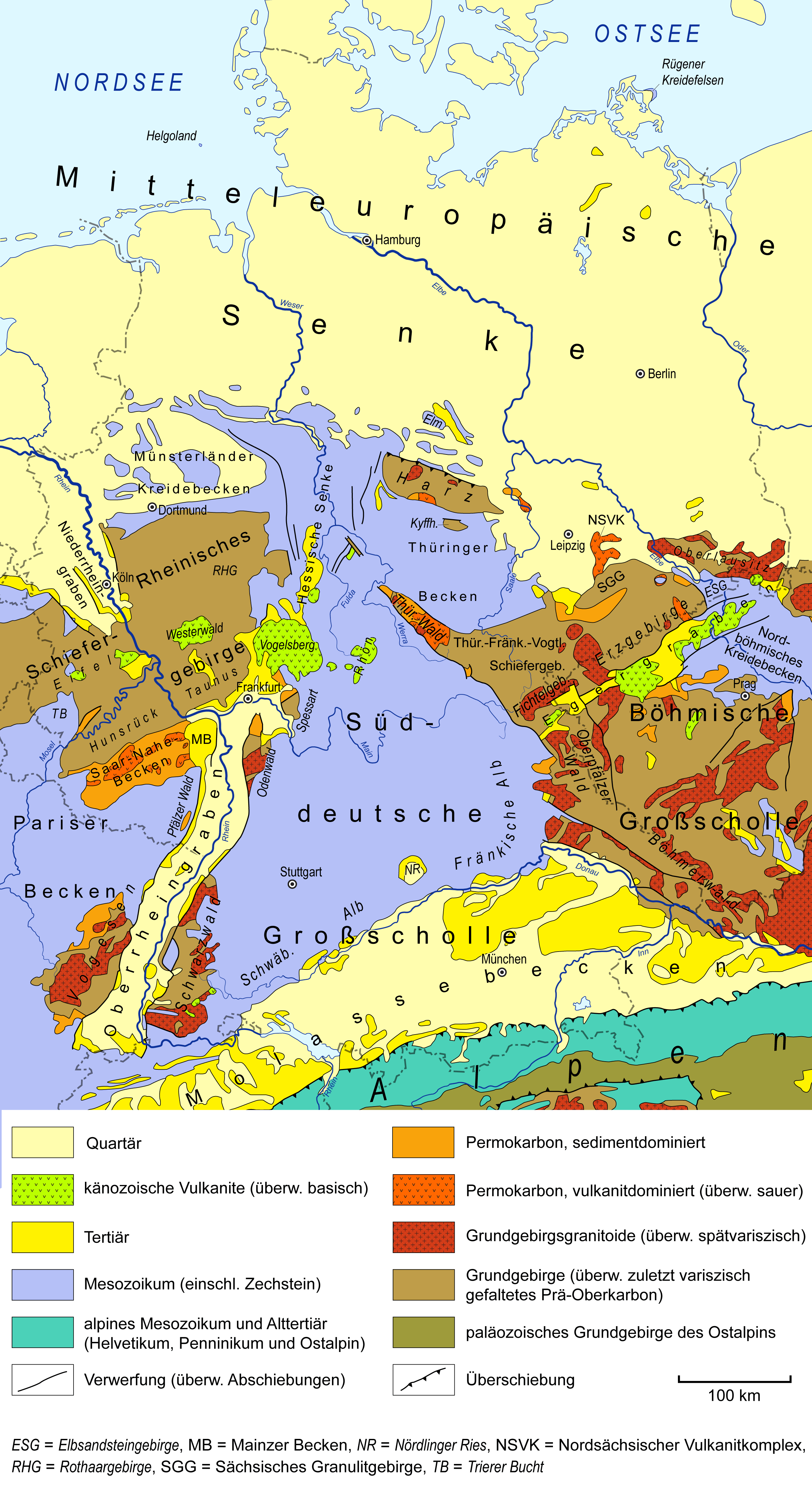
Carte géologique de l'Allemagne avec indication du bassin de Mayence (MB)

Le bassin de Mayence se trouve principalement à l'est du Land Rhénanie-Palatinat, à gauche du Rhin, au sud-ouest du large coude que décrit la rivière près de Mayence, ville qui est également l'homonyme du bassin. Seuls l'extrême nord et nord-ouest se trouvent à droite du Rhin. Le bassin correspond à peu près à un triangle avec les points d'angle Bingen, Hofheim am Taunus et Bad Dürkheim. Géographiquement, la rive gauche du bassin de Mayence correspond en grande partie à la Rheinhessische Tafel- und Hügelland.

## Cadre géologique
La croûte terrestre à l'ouest et au sud du craton d'Europe de l'Est (Baltica) fait partie d'un système de rifts cénozoïques de préférence orientées nord-sud, qui s'étend de la mer du Nord à travers l'ouest de l'Allemagne et l'est de la France vers le sud jusqu'à l'estuaire du Rhône plus à l'ouest vers l'est de la méditerranée ,. Dans sa section sud-ouest de l'Allemagne (entre Mayence et Bâle), il trouve son expression dans le fossé rhénan, dont l'effondrement a commencé au début du tertiaire, il y a environ 50 MA (Éocène).
Une cause possible de l'effondrement est une expansion de la croûte terrestre, qui a été faite pour compenser la compression que la croûte d'Europe centrale a subie en raison de la collision de l'Afrique avec l'Europe (voir formation alpine) . L'amincissement de la croûte au cours de l'expansion s'est manifesté par l'enfoncement d'une motte allongée, c'est-à-dire par la formation d'une structure de tranchée au nord et à travers le front orogénique des Alpes. Le montant total de la chute qui continue encore est de quelques kilomètres. Ruisseaux et rivières coupés dans les mottes plus ou moins simultanément (épaulements de tranchées) montant à l'est (Forêt-Noire, Odenwald) et à l'ouest (Vosges, forêt du Palatinat) de la fosse du Rhin supérieur, et l'érosion a creusé des roches d'une épaisseur d'environ 2000 m, de sorte qu'aujourd'hui il y a des zones de relativement importantes montagnes plissées sont visibles. Les débris érodés ont été déversés dans la fosse du Rhin supérieur et ont enterré les couches mésozoïques de la table sud-allemande qui s'y trouvent. Le long de l'axe central de la tranchée, l'épaisseur de ces sédiments est supérieure à 3000 m. À certaines des failles qui s'enfoncent dans la croûte le long desquelles les mouvements tectoniques se sont produits, le magma pourrait remonter à la surface de la terre, conduisant à la formation de volcans, comme il y a environ 18 MA (Miocène) dans la région du Kaiserstuhl. Les mouvements continuant de la croûte terrestre dans la fosse du Rhin supérieur se traduisent encore aujourd'hui par de nombreux petits tremblements de terre. Le taux d'affaissement de la fosse du Rhin supérieur est toujours de 1 mm par an, la vitesse de levage des épaules de tranchée 0,5 mm par an.
Le bassin de Mayence est un bassin secondaire ouest de la section nord de la fosse du Rhin supérieur qui ne s'abaisse plus. À proprement parler, il se trouve sur l'épaulement de la tranchée ouest de la tranchée nord du Rhin supérieur, dans la zone où la tranchée du Rhin supérieur croise le bassin de Sarre-Nahe du jeune Paléozoïque. Le bassin de Mayence a connu un affaissement significativement plus faible que la région réelle du fossé, de sorte que des épaisseurs de sédiments peuvent être atteindre à peine plus de 500 m.

## Séquence des couches et développement paléogéographique

### Soubassement

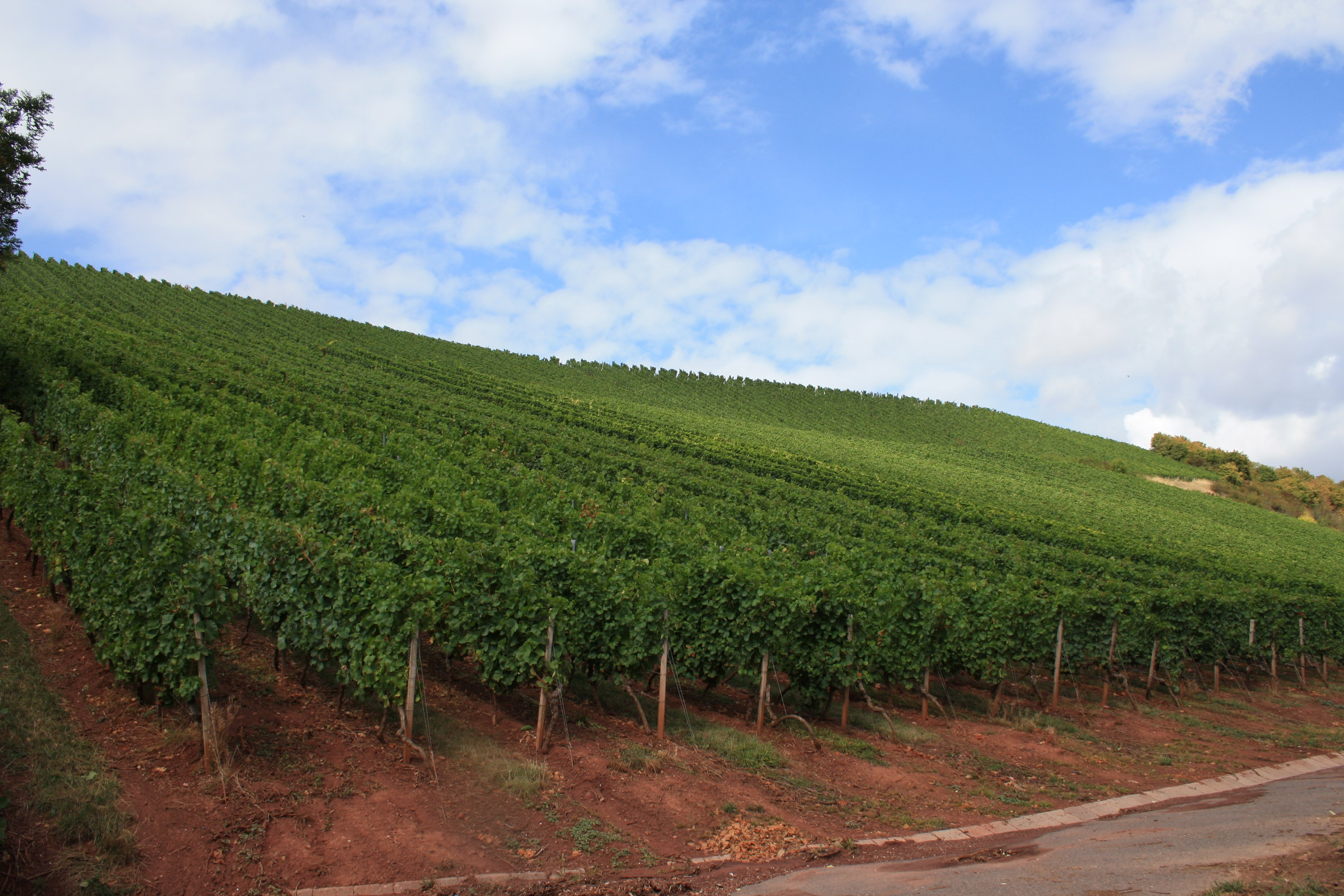
Les sols rouges des vignobles près de Nierstein sont le résultat du grès rouge, de la siltite et du minéraux argileux.

Le sous-sol pré-tertiaire du bassin de Mayence est principalement constitué de rhyolite permienne et de siliciclastique du bassin de Sarre-Nahe qui se trouve à l'ouest du bassin de Mayence et se poursuit plus à l'est dans le sous-sol du nord du fossé du Rhin supérieur. La construction tectonique de son sous-sol détermine également la division interne du bassin de Mayence en une partie nord (bassin de Rüsselsheim) et une partie sud (bassin d'Eisenberg ou baie de Marnheim). Les deux parties du bassin sont séparées par le soi-disant Alzey-Niersteiner-Horst, qui est l'extension orientale de la selle palatinat du bassin de Sarre-Nahe, qui, à son tour, représente la section la plus à l'est d'un seuil longeant l'axe central du bassin (la partie est, également dans le nord du Rhin supérieur Graben et une partie de ce seuil détecté dans le bassin de Hanau, est également appelée Pfälzer-Stockstädter Schwelle avec Alzey-Niersteiner Horst). En conséquence, l'épaisseur des sédiments dans la région de l'Alzey-Niersteiner Horst est très faible et, près de Nierstein, des minéraux argileux (formation de Nierstein) apparaissent sur les pentes au-dessus du Rhin. Au nord, le tertiaire du bassin de Mayence s'étend légèrement au-delà de la perturbation Hunsrücksüdrand (en français : côte sud du Hunsrück) jusqu'à l'ère paléozoïque pliée plus ancienne du massif schisteux rhénan. Tout au sud, il est également recouvert de couches de trias inférieur et de calcaire coquillier. Le manque de couches du mésozoïque plus jeune et souvent aussi du tertiaire plus ancien indique que le bassin de Mayence a dû être soumis à une érosion intensive, au moins à la fin du Crétacé et au premier tertiaire.

## Tertiaire

### Pré-Oligocène
Les sédiments cénozoïques les plus anciens du bassin de Mayence datent de l'Éocène plus ancien ou peut-être même du Paléocène plus jeune (> 56 MA). Il s'agit de graviers, de sables et de matériaux à grains fins distribués localement, ainsi que de lignite mince, qui s'est déposée dans des cours d'eau ou dans des couches d'eau (étangs, lacs). Dans le sud du bassin, ce sont les couches de sable et d'argile impurs ainsi que les couches du groupe Eisenberg . L’alignement de l’argile de Eisenberg et les marnes de lymnaea (en allemand : Lymnaeenmergel) sont également regroupés dans le groupe Haguenau avec des dépôts d’âge identique et de formation similaire dans le creuset du Rhin supérieur. Dans le nord, une seule unité, l'argile et le sable de base (également l'argile de base de l'éocène), est séparée pour cet intervalle, qui comprend des sédiments de couleur différente, principalement limoneux et argileux, en partie aussi gypseux. Toutes ces roches n'apparaissent pas superficiellement, mais ne sont connues que par des forages. Les contreparties septentrionales, principalement argileuses, des couches plus jeunes du groupe d'Eisenberg (c'est-à-dire au-dessus de la marne de lymnaea), dont certaines se trouvent déjà à l'Oligocène précoce (rupélien), sont combinées avec des dépôts de formation similaire dans le fossé du Rhin supérieur proprement dit pour former le groupe de Pechelbronn. Parmi eux, les couches moyennes de Pechelbronn sont les plus puissantes et les plus répandues.

### Oligocène

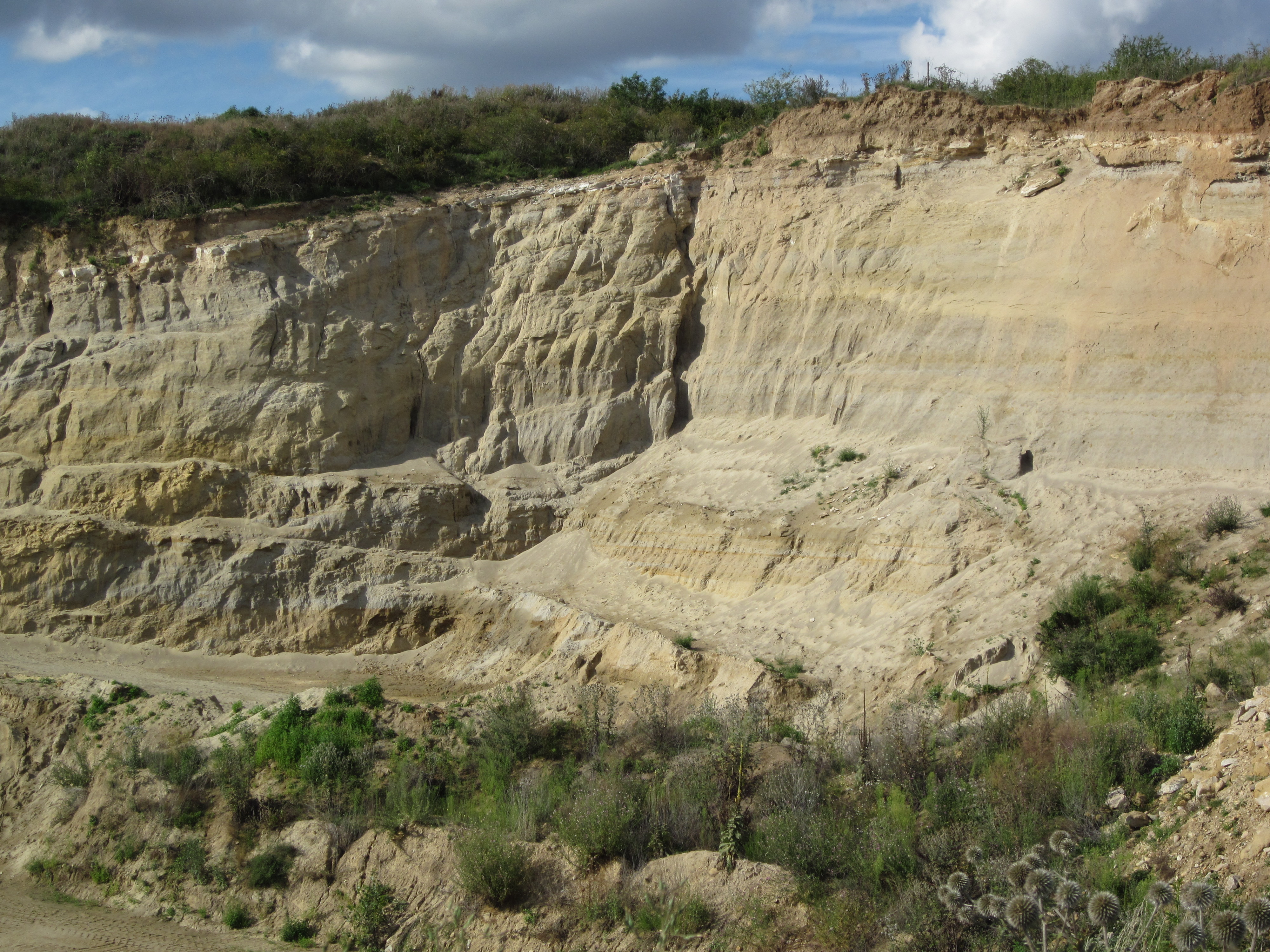
Sablière entre les communautés Eckelsheim et Wendelsheim avec des dépôts sableux et graveleux de la formation Alzey (Rupélien, Oligocène inférieur)

Au moment du dépôt des couches foraminifères et glauconitères de lymnaea dans l’Éocène supérieur et dans les couches moyennes de Pechelbronn, respectivement, la formation d’Ebertsheim dans le premier Oligocène a déjà connu une faible influence marine dans le bassin de Mainz (première transgression du Rupélien), une augmentation globale (eustatique) beaucoup plus forte du niveau de la mer (Transgression du Rupélien, transgression du Rupélien au sens strict) a eu lieu au cours du Rupélien. La mer a pénétré, probablement du nord au-dessus du Hessisches Bergland (en français : chaîne de montagnes de Hesse), directement dans le bassin de Mayence, où elle s'est écrasée contre les roches de quartzite sur le bord sud du Hunsrück et plus au sud sur les roches de la rhyolite de Kreuznach. Le Brandungskliff am Steigerberg  à l'extrémité ouest du horst Alzey-Nierstein témoigne de cette première phase de la mer oligocène. À cette époque, les couches sableuses de la formation d'Alzey (anciennement sable de mer) se sont déposées près de la côte, et à plus grande profondeur les couches de marne argileuse à sable fin de la formation de Bodenheim (anciennement rupélien archileux divisé en marne foraminifère, ardoise et haut rupélien archileux) et la formation de Stadecken (ancien sable glissant). La partie supérieure de la formation de Stadecken, la marne de sable glissant, représente le début de la troisième transgression de Rupélien.
Via le Hessisches Bergland et l'Oberrheingraben, les eaux marines du bassin de Mayence étaient alternativement reliées à la mer du Nord d'alors ou au Molassemeer ou à la région méditerranéenne au sud, à la hauteur de la transgression rupélienne, même peu de temps avec les deux mers. La température annuelle moyenne à ce moment-là était de 18° C, contre 10,5° C aujourd'hui. La mer et les zones riveraines auraient été comparables aux Caraïbes d’aujourd’hui : températures subtropicales, baies sablonneuses avec palmiers et lauriers et dans l'eau des crocodiles, des tortues de mer, des lamantins et, parmi beaucoup d'autres espèces de poissons, de nombreuses raies et requins. Des flamants roses, des pélicans, des rhinocéros, des tapirs, des singes et des éléphants vivaient dans le pays.
Déjà pendant la période de sédimentation de la formation de Stadecken, la masse d'eau du bassin de Mayence s'est adoucie de plus en plus et des conditions saumâtres ont remplacé l'environnement marin entièrement. Ce développement culmine dans les couches médianes de la formation de Sulzheim (début du Chattien), qui sont également appelées couches d'eau douce (correspondant à la formation de Jakobsberg au sud du bassin de Mayence, où le terme "formation de Sulzheim" n'est partiellement utilisé que pour les dépôts saumâtres sous les couches d'eau douce, qui sont identiques à la marne de cyrène de la littérature plus ancienne . Dans la partie supérieure de la formation de Sulzheim (sensu lato, correspond aux couches ceritihiennes inférieures de la nomenclature traditionnelle, également appelée formation de Weisenau au sud du bassin de Mayence), des conditions saumâtres se produisent. Le déplacement des dépôts fluviaux  au bord nord du bassin, des dépôts fluviatiles dans le bassin, qui sont parfois formés très grossièrement et opèrent sous le nom de formation Budenheim (anciennement gravier de quartz). Toutes les unités oligocènes de la formation d'Alzey et de Bodenheim jusqu'à et y compris la formation de Budenheim et de Sulzheim sont également regroupées sous le nom de groupe Selztal . À l'exception des formations d'Alzey et de Budenheim, il s'agit principalement de sédiments à grains très fins. L'absence importante de dépôts à gros grains dans le haut Rupélien et le Chattien inférieur suggère que les côtes à cette époque étaient relativement éloignées des frontières du bassin de Mayence actuel et / ou que la zone environnante n'était que légèrement au-dessus du niveau de la mer. Une autre particularité est la présence de foraminifères calcaires du Crétacé et du début du Tertiaire dans les formations de Stadecken et de Sulzheim, qui peuvent avoir atteint le bassin de Mayence depuis la région alpine le long de la fosse du Rhin supérieur.

### Miocène
Contrairement aux dépôts sablonneux à argilo-marneux de la mer de l'Oligocène, le Miocène inférieur et même le Chattium plus récent étaient principalement des dépôts calcaires et marneux, qui, dans une grande partie de l'actuel bassin de Mayence, sont superficiels et donnent leur caractère aux plateaux et collines du pays des collines rhénanes et hessoises avec leur flore calcaire typique. La séquence de couches correspondante est également appelée tertiaire calcaire (en allemand : Kalktertiär) et reçoit par lithostratigraphie le nom de groupe de Mayence. Le groupe de Mayence est subdivisé en la formation d’Hochheim qui tombe encore dans le Chattien supérieur (anciennement les couches moyennes de Cerithien), la formation d’Oppenheim qui tombe au moins partiellement dans la formation d’Oligocène supérieur (partie inférieure de l’ordre anciennement appelée les couches supérieures de Cerithien), la formation d’Oberrad (partie supérieure anciennement appelée les couches supérieures de Cerithien), la formation de Rüssingen (anciennement Inflata/Corbicula), la formation de Wiesbaden (anciennement appelée les couches inférieures Hydrobien) et la formation de Francfort (anciennement appelée les couches supérieures Hydrobien). Les couches supérieures de la formation de Wiesbaden et de Francfort sont les formations les plus récentes, ne contenant que quelques restes d'érosion et ne se produisant pas du tout dans le sud du bassin de Mayence.
Les algues dites calcaires sont une caractéristique particulière des récifs du tertiaire calcaire qui apparaissent comme des récifs barrières notamment lors de la démolition du bassin de Mayence jusqu'au fossé rhénan supérieur et surtout dans la formation de Hochheim et dans la partie inférieure de la formation d'Oppenheim. Dans les zones à l'ouest de la barrière et généralement dans les formations plus jeunes du calcaire tertiaire, le calcaire et les marnes dominent. Des calcaires oolithiques se sont formés dans des eaux très peu profondes, et du calcaire et de la marne ou même des sables relativement purs se sont déposés près de la côte paléo. Beaucoup de couches sont riches en fossiles et les formations sont séparées les unes des autres en partie par l'apparition de certains fossiles, principalement certains types d'escargots et de coquillages. Les changements dans la composition de la faune aquatique montrent que la salinité dans la zone de dépôt a changé relativement fortement avec le temps, passant des conditions brackiques à une sur-salinisation modérée. Ces fluctuations de salinité ont été favorisées par un rétrécissement temporaire de la fosse du Rhin supérieur avec le bassin de Mayence à la fois de la mer du nord et des mers du sud.

à gauche : carte de la hesse rhénane avec marquage des affleurements de la formation d'Eppelsheim (sable dinotherien) et du cours du Rhin ancien.
à droite : tableau stratigraphique avec les formations du miocène moyen et supérieur du bassin de Mayence et des bassins tertiaires voisins.

Dans le jeune Miocène inférieur (Burdigalien), la mer se retire du bassin de Mayence et la région est sèche depuis lors. De plus, l'ouest et le nord du bassin ont connu un soulèvement modéré depuis le milieu du Miocène. À la suite de ces événements et processus, les plus jeunes couches du calcaire tertiaire ont été profondément érodées, carstifiées et partiellement enlevées. Ce processus a produit ce qu'on appelle de l'argile à haricots (en allemand : Bohnerztone), des résidus argileux d'altération des calcaires, dans lesquels se sont formées de petites concrétisations de "limonite" en forme de haricot ou de rein. Cependant, à partir du Miocène moyen, une sédimentation a également été réalisée, au moins dans les vallées fluviales. Les gisements les plus répandus de cette période sont les couches graveleuses jusqu'à argileuses de la formation d'Eppelsheim (anciennement des sables dinotheriens). Ils couvrent la période du Langhien au Tortonien et représentent des gisements du Rhin ancien. Dans certaines parties du sud du bassin de Mayence, ils sont représentés par des couches limniques-fluviatiles avec une moyenne de grains plus fins, qui sont connues sous le nom de formation de Lautersheim. Ceux-ci contiennent, entre autres, de l'argile blanche de Lautersheim, qui, aux XIXe et XXe siècle, a été exploitée dans des carrières et utilisée pour la production de porcelaine. Il est possible que la formation de Lautersheim soit un peu plus jeune que la formation d'Eppelsheim et donc équivalente dans le temps à la formation de Dorn-Dürkheim (Tortonium supérieur). Cette dernière est visiblement similaire aux formations d'Eppelsheim et de Lautersheim et est considérée comme la plus jeune unité sédimentaire du Miocène du bassin de Mayence. Cependant, elle est limitée à la région autour de la commune éponyme de Dorn-Dürkheim.

### Post Miocène
Dans le Pliocène suivant (il y a environ 5,3–2,6 MA), les intempéries et l'érosion ainsi que la sédimentation locale, principalement fluviale, se sont poursuivies. Dans le nord du bassin de Mayence, des sédiments à grains relativement grossiers du Plaisancien ont été transmis, appelés gravier Arvernensis du nom de leur fossile type Anancus arvernensis - comme Deinotherium un « éléphant original ». Ils sont considérés comme des dépôts du Main original (en allemand : Ur-Main). Au sud du bassin de Mayence, le Pliocène est représenté par des sables fins blancs riches en kaolin, avec des inclusions lenticulaires de graviers, de sables grossiers et d'argiles. Ceux-ci sont appelés sable de Kriegsheim. En raison de l'attribution stratigraphique incertaine, ils ont été appelés dans la littérature plus ancienne le Mio-Pliocène blanc ou le Pliocène supérieur blanc.
Au Pléistocène également, les gisements siliciclastiques dominent, dont les plus anciens ne sont répartis que localement. Ceux-ci incluent les sables de Weisenau plio-pléistocèniens et les sables de Mosbach cromériens dans la région de Mayence/Wiesbaden et les couches sableuses de Freinsheim dans le sud du bassin de Mayence. Ils sont tous interprétés comme des dépôts fluviaux du Rhin. Au Pléistocène plus jeune, les sédiments fluviaux sont devenus de plus en plus grossiers à mesure que le bassin de Mayence s’élève. Cela crée également des terrasses alluviales. La glaciation saalienne et en particulier la glaciation vistulienne sont représentées par de vastes dépôts de loess. Celles-ci couvrent une grande surface des couches tertiaires, mais n'atteignent pas une épaisseur de plus de 10 mètres. La séquence des lœss est structurée en interne par la pédogenèse horizontale et des dépôts de cendres des volcans de l'Eifel. L'horizon de cendres le plus jeune et le plus puissant est celui de l'éruption du Lac de Laach.

### Faune fossile
Les sédiments de l'ancien Rhin en allemand : Ur-Rhin) contiennent les restes d'animaux et de plantes par endroits, de sorte qu'aujourd'hui la flore et la faune peuvent être reconstruites très bien avant 10 MA en Hesse rhénane. Ces couches sont appelées sables dinothériens. Le nom a été donné d’après le Deinotherium giganteum (« Taureau d’épouvante géant », également appelé « défense d'éléphant », en raison de ses dents de coupe sous la mâchoire courbée vers le bas) qui a atteint jusqu’à 5 m de hauteur de l’épaule. Le premier fossile du genre a été découvert dans la première moitié du XIXe siècle près d'Eppelsheim. L'original se trouve maintenant au British Museum of Natural History à Londres. Des moulages originaux, comme de nombreux autres fossiles du Tertiaire de Hesse rhénane, peuvent être vus au Musée d'histoire naturelle de Mayence et au Musée de Wiesbaden.
Une liste d'espèces de Mammifère établie en 1983 indique près de 50 espèces (par exemple, ours, hyène, tapir, ancien cheval (Hipparion), rhinocéros, chat à dents de sabre, antilope, paresseux géant).
L’os de la cuisse du singe ancien (paidopithex rhenanus), long de 28 cm, découvert en 1820 à Eppelsheim dans les sables dinothériens, est particulièrement connu. Il est considéré comme la première découverte historique au monde d'un représentant éteint des proches parents des Hominidaes.